# 2104 Торонто
2104 Торонто (2104 Toronto) — астероїд головного поясу, відкритий 15 серпня 1963 року.
Тіссеранів параметр щодо Юпітера — 3,107.